# چیوما ووگو
چیوما ووگو (انگلیسی: Chioma Wogu؛ زادهٔ ۲۸ ژانویهٔ ۱۹۹۹) بازیکن فوتبال اهل نیجریه است.
وی همچنین در تیم ملی فوتبال زنان نیجریه بازی کرده‌است.